# 塞米霍雷
49°34′24″N 30°59′49″E / 49.57333°N 30.99694°E
塞米霍雷（羅馬化：Semyhory）是位於烏克蘭北部的村莊，由基辅州奧布希夫區的博胡斯拉夫市鎮負責管轄。該村面積2.1平方公里，海拔高度158米，2001年人口405，人口密度每平方公里192.9人。